# Кустова, Ольга Викторовна
Ольга Викторовна Кустова (Давтян; 24 апреля 1949, Ленинград, СССР — 29 декабря 2013, Санкт-Петербург, Россия) — российский филолог и переводчик, педагог.

## Биография
Закончила филологический факультет ЛГУ. В 1970—1980-х годах посещала переводческий семинар под руководством А. М. Косс при Ленинградском отделении Союза писателей. Работала журналистом, редактором в издательствах Ленинграда — Санкт-Петербурга (журнал «Искорка», Ленинградское отделение издательства «Детская литература», «Северо-Запад», «Лимбус Пресс» и др.). С 1996 года преподавала в СПбГУ (французский язык, теория перевода), в Смольном институте свободных искусств и наук (курсы «Европейское кино в свете философско-эстетических исканий XX века», «Комикс в системе аудиовизуальных искусств XX века», «Документальное кино: история и эстетика», «Типы изобразительности и кинематограф» и др.).
С 2010 года по 2013 год до последних дней жизни преподавала сценарное мастерство в Высшей школе режиссёров и сценаристов в Санкт-Петербурге.

## Переводческая деятельность
О. В. Кустова активно переводила с французского с 1978 года, сначала прозу XX века, затем также классическую литературу и гуманитарные исследования. Работала совместно с Михаилом Ясновым, Еленой Баевской и др. Особенно известны выполненные О. В. Кустовой переводы романов Ж. Сименона, А. Бошо, Ф. Шандернагор, М. Юрсенар, прозы А. Дюма, П. Верлена, Г. Аполлинера, Б. Сандрара, А. Арто, А. де Монтерлана, Э. Ионеско, Э.-Э. Шмитта, научных работ Ф. Дольто, К. Леви-Строса, М. Энаффа. Занимаясь в начале 2010-х годов историей и теорией комикса как литературного жанра, выполнила один из первых в России переводов его серьёзных образцов («Священная болезнь» Давида Б.).

## Избранные переводы
- Шмитт Э.-Э. Нерожденный ребёнок; Из дневника писателя // Шмитт Э.-Э. Два господина из Брюсселя. — СПб.: Азбука-Аттикус, 2013.
- Давид Б. Священная болезнь. — СПб.: Бумкнига, 2011.
- Энафф М. Клод Леви-Строс и структурная антропология. — СПб.: Издательский центр «Гуманитарная академия», 2010.
- Руфо М. Братья и сестры, болезнь любви. — Екатеринбург: У-Фактория, 2006.
- Шуль Ж.-Ж. Ингрид Кавен. — М.: АСТ, 2006.
- Мишо А. Созвездие боли; Меряя шагами; У городских врат; Между небом и землей; из цикла «Ломти знания»; из цикла «Прощание Анимааруа»; Будущее поэзии; Поиски в современной поэзии; Деревья тропиков // Мишо А. Портрет А. — СПб.: Симпозиум, 2004.
- Монтерлан А. де. Пор-Рояль // Монтерлан А. де. Мертвая королева. — СПб.: Гиперион, 2003.
- Юрсенар М. Костры. — СПб.: ИНАПРЕСС, 2003.
- Гари Р. Величие и благородство; Страница истории // Гари Р. Птицы прилетают умирать в Перу. — СПб.: Симпозиум, 2002.
- Шандернагор Ф. Первая жена. — СПб.: ИНАПРЕСС, 2001.
- Бошо А. Антигона. — СПб., ИНАПРЕСС, 2000.
- Бошо А. Эдип, путник. — СПб.: ИНАПРЕСС, 1999.
- Аполлинер Г. Пражский прохожий; Латинский еврей; Ересиарх // Аполлинер Г. Эстетическая хирургия. — СПб.: Симпозиум, 1999.
- Верлен П. Исповедь // Верлен П. Избранное. — М.: Терра — Книжный клуб, 1999.
- Дольто Ф. На стороне ребёнка (части 3-4). — СПб.; М.: Аграф, 1997 (многократные переиздания).
- Дюма А. Шлиссельбург; Коневецкие монахи; Пожар; Иоанн Грозный // Дюма А. Путевые впечатления в России, в 3-х т. Т. 2. — М.: Ладомир, 1993.
- Труайя А. Обманчивый свет; Жест Евы // Труайя А. Обманчивый свет / сост. О. Кустовой. — Л.: Художественная литература, 1991.
- Превер Ж. Хроника Баламутских островов (Совместно с М. Ясновым) // Сказки французских писателей. — Л.: Лениздат, 1988 (2-е изд.: Сказки писателей Франции. — Одесса; М.: Два слона; Дуэт, 1993).
- Сандрар Б. Ветер; Бывает-не-бывает // Сказки французских писателей. — Л.: Лениздат, 1988.